# Round-Pen

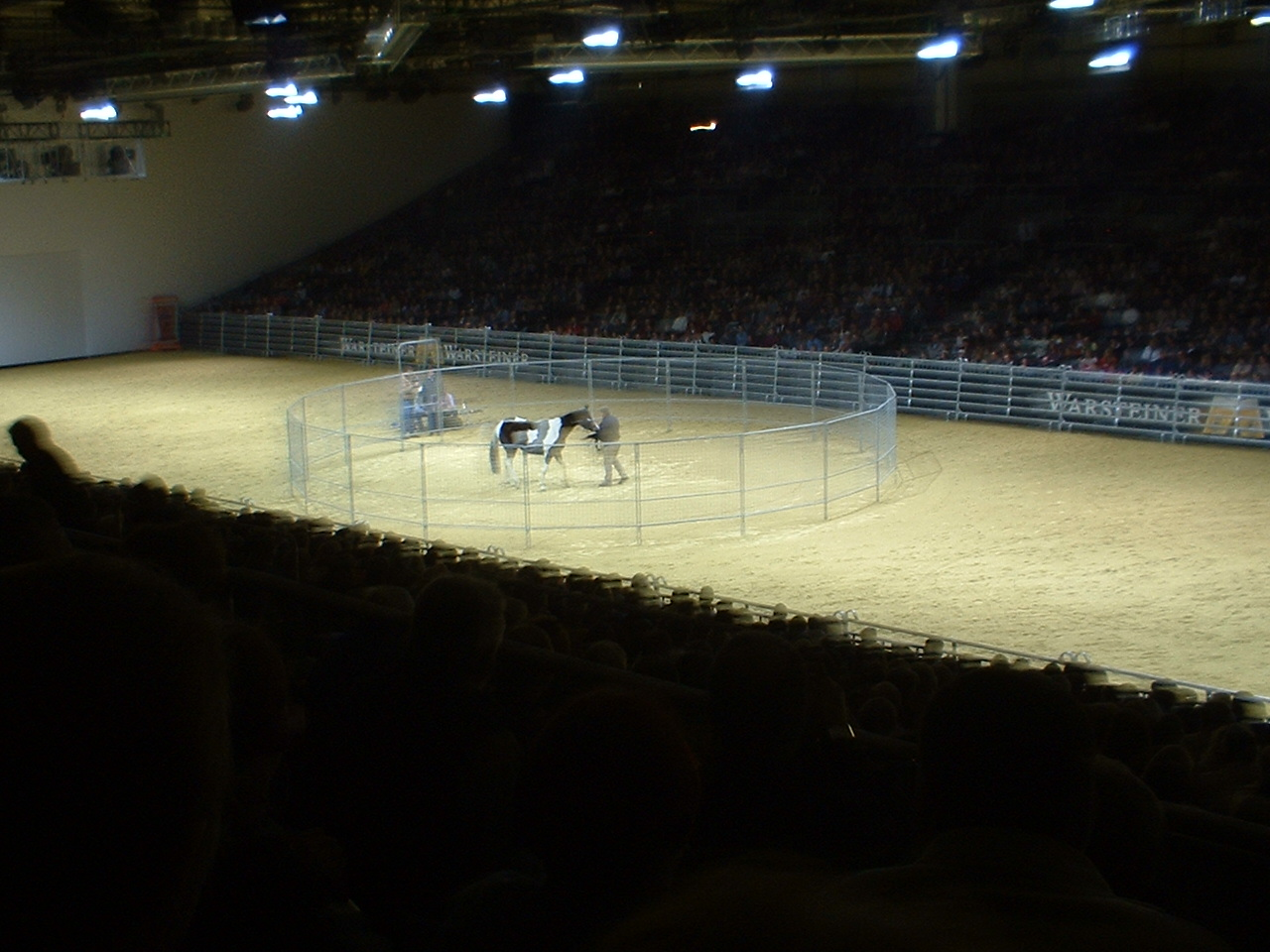
Monty Roberts mit einem Pferd in einem Round-Pen

Ein Round-Pen ist ein runder, eingezäunter Platz, auf dem mit dem Pferd auf einer Kreisbahn gearbeitet wird.

## Merkmale
Ein Round-Pen sollte mindestens 18 m Durchmesser haben. Die Einzäunung soll so stabil sein, dass ein Pferd, das dagegen stößt, die Einzäunung nicht beschädigen oder sich dabei verletzen kann. Der Boden im Round-Pen soll rutschfest, saugfähig und federnd nachgiebig sein, damit – gerade im höheren Tempo – Unfälle vermieden und die Pferdebeine nicht übermäßig belastet werden. Zur Schonung der Sehnen soll der Boden nicht zu tief sein.

## Verwendung
Der Unterschied zu einem einfachen Longierzirkel besteht in der soliden Einzäunung, die es erlaubt, ohne Longe zu arbeiten. Die runde Form des Round-Pen verhindert, dass ein freilaufendes Pferd sich während der Arbeit in eine Ecke zurückziehen und sich so der Arbeit entziehen kann. Beim Westernreiten sind Round-Pens seit Langem im Gebrauch.
Im Round-Pen kann klassisch longiert oder mit der Doppellonge gearbeitet werden. Die runde Form erlaubt auch die Arbeit ohne Longe, dabei werden die Longenhilfen durch Stimmhilfen ersetzt. Die klassische Arbeit dient der Gymnastizierung des Pferdes und dem gezielten Muskelaufbau.
Ein Round-Pen kann auch für Bodenarbeit und Join-Ups genutzt werden.

## Viereckige Variante
Es gibt auch viereckige Varianten, wie beim spanischen Picadero. Je nach Ausmaß der Bahn, läuft das Pferd nicht mit konstanter Biegung, sondern passt sich mit stärkerer und schwächerer Biegung an den Hufschlag an und wird anders gymnastiziert.